# Баркер, Николас Говард
Николас Говард Баркер — английский барабанщик. Его техника игры отличается очень быстрыми, но при этом весьма аккуратными бласт-битами.
После нескольких лет сотрудничества с британской Cradle of Filth он присоединился к норвежской symphonic black metal группе Dimmu Borgir.
Будучи уволенным из группы,
Barker продолжал играть с Brujeria, Old Man’s Child.
Как объявлено 15 января 2008, Barker — также официально новый барабанщик для группы дэт-метала Atrocity и Leaves' Eyes.
Как объявлено 26 мая 2008, Barker больше не барабанит для группы Leaves' Eyes.
Николас Баркер проживает в городе Northwich (Англия).

## Дискография
Brujeria
- «Brujerizmo» (2000, Roadrunner Records)

Cradle of Filth
- «The Principle of Evil Made Flesh» (1994, Cacophonous Records)
- «Vempire or Dark Faerytales in Phallustein» (1996, Cacophonous Records)
- «Dusk… and Her Embrace» (1997, Music For Nations)
- «Cruelty and the Beast» (1998, Music For Nations)

Dimmu Borgir
- «Puritanical Euphoric Misanthropia» (2001, Nuclear Blast)
- «Alive in Torment» EP (2001, Nuclear Blast)
- «Live Misanthropy» EP (2002, Nuclear Blast)
- «World Misanthropy» DVD (2002, Nuclear Blast)
- «Death Cult Armageddon» (2003, Nuclear Blast)

Lock Up
- «Pleasures Pave Sewers» (1999, Nuclear Blast)
- «Hate Breeds Suffering» (2002, Nuclear Blast)
- «Play Fast Or Die (Live In Japan)» (2004, Toy's Factory)

Monolith
- «Sleep With The Dead» 7" (1992, Cacophonous Records)
- «Tales of the Macabre» (1993, Vinyl Solution)

Old Man’s Child
- «In Defiance of Existence» (2003, Century Media Records)

Winter’s Thrall
- «In:Through:Out» EP (2007, self-released)

Twilight Of The Gods
- "Fire On The Mountain" (2013, Season Of Mist)

Ancient
- "Back To The Land Of The Dead" (2016, Soulseller Records)

Live / Session
- Nightrage — live drums 2004
- Anaal Nathrakh — live drums 2004.
- Gorgoroth (Gaahl/King-fronted version) — live drums 2007.
- Testament — live drums 2007.